# Réserve naturelle de Søraust-Svalbard
La réserve naturelle de Søraust-Svalbard, en norvégien Søraust-Svalbard naturreservat, est une réserve naturelle de Norvège située dans l'archipel du Svalbard et englobant entièrement les îles de Edgeøya et de Barentsøya, ainsi que de nombreuses îles plus petites telles que Tusenøyane ou Halvmåneøya. Créée le 1er juillet 1973, la réserve s'étend sur 21 825 km2, dont 6 400 km2 de surface terrestre.

## Faune
On y trouve de nombreux cétacés : narval, béluga, dauphin, baleine à bosse, baleine bleue, orque...